# Торхіторіо Баризон
Торхіторіо Баризон I (італ. Torchitorio Barisone; д/н — 1073) — 2-й юдик (володар) Арборейського і Торреського юдикатів в 1038—1073 роках.

## Біографія
Походив з династії Лакон-Гунале. Син Гоннаріо I Коміти, юдика Арбореї і Торресу, та Токоде. Про дату народження нічого невідомо. У 1038 році після смерті батька успадкував панування над Арборейським і Торреським юдикатами. Продовжив організацію оборони від нападів арабських піратів з Балеарських островів. Також невдовзі поновив контакти з візантійцями, що зуміли відвоювати значну частину Сицилії в арабів. Баризон сподівався використати візантійський флот як проти арабів, так й проти пізанців. Втім поразка візантійців 1041 року завадила цим планам.
У внутрішній політиці зберігав союзні стосунки з Генуезькою республікою, а також Папським престолом. Разом з тим протистояв намаганням Пізанської республіки збільшити вплив на Сардинії, але 1044 року надав пізанським купцям тотожні привілеї, що мали генуезькі.
Юдик підтримував фундування численних монастирів. 1063 року першим з юдиків Сардинії склав акт пожертви абатству Монте-Кассіно — церкви Санта-Марія-ді-Бубаліс і святих Елії та Еноха. Після цього інші юдики надавали пожертви монастирям.
Також Баризон I відправив послання до Дезидерія беневентського абата монастиря Монте-Кассіно, який відправив 12 ченців з книгами та реліквіями. Але останніх біля острова Джильйо захопили пізанці, внаслідок чого ті так й не прибули на Сардинію. Втім за підтримки папи римського Олександр II та Годфріда, маркграфа Тоскани, домігся, що пізанці пропустили іншу групу ченців та повернули книги й реліквії. Підтримував поширення бенедиктинського ордену.
1060 року передав панування в Арбореї синові Маріано. 1065 року Баризон I надав цим ченцям землю, де було засновано монастир. Того ж року оголосив свого небожа Андреа Танка спадкоємцем Торреського юдикату. 1070 року після смерті сина Маріано I домігся спокійного переходу влади в Арбореї до його онука Орцокко I. Помер Торхіторіо Баризон 1073 року.

## Родина
Дружина — Преціоза де Оррубу
Діти:
- Маріано (д/н—1070), юдик Арбореї
- П'єтро